# Emmanuel Orenday
Emmanuel Orenday Franco (Aguascalientes, 19 de mayo de 1984) es un modelo y          actor mexicano que debutó en televisión con la telenovela Soñarás de TV Azteca. En la actualidad forma parte de Televisa.

## Carrera profesional
Comenzó su carrera como locutor de radio en la estación de corte grupero llamada La Poderosa, perteneciente al consorcio radiofónico Radiogrupo con sede en Aguascalientes, en la que fue familiarizándose con el medio del espectáculo y la conducción. 
A la par de ello buscó incursionar en el modelaje desde la faceta amateur, realizando algunos estudios de fotografía para productos locales, lo que le valió la invitación para la conducción de un programa piloto de cote juvenil. 
En 2003 decidió acudir a un casting para el nuevo reality show que TV Azteca estaba por realizar llamado Estrellas de novela, mismo que estaban buscando a los nuevos actores y fue escogido de entre miles de jóvenes para participar, resultando a la postre el ganador absoluto del concurso. A partir de ahí, comenzó sus estudios formales en el Ciudad de México dentro de la escuela CEFAT (Centro de Formación Actoral de TV Azteca) que le valieron para desempeñar con éxito un papel de apoyo en la telenovela Los Sánchez. 
Posteriormente, comenzó a participar en programas unitarios de dicha compañía televisiva tales como La vida es una canción, A cada quien su santo, Lo que callamos las mujeres y Caiga quien caiga entre otros. 
Completado su ciclo en TV Azteca, decidió emigrar a Televisa, donde comenzó un ciclo de preparación intensiva dentro del CEA donde fue reconocido su talento histriónico. Fue Patricia Reyes Spíndola, docente de los talleres de actuación, quien le dio su primera oportunidad a cuadro en el programa unitario producido por ella La rosa de Guadalupe. Más tarde participó en series como Plantados y también en Mujeres asesinas y Los simuladores.
Su primer papel en una telenovela fue el de Dylan en la versión mexicana de El último matrimonio feliz, Para volver a amar en 2011, donde compartió créditos con Rebecca Jones y René Strickler.
Su segundo papel fue en la telenovela Esperanza del corazón donde interpretó a Brandon, el interés amoroso de Krista (Carmen Aub), chófer de los Duprís y amigo de Alexis, interpretado por Mane de la Parra que ha causado críticas positivas en el medio de la farándula mexicana. 
En 2012, protagoniza la serie Hoy soy nadie para Telehit, interpretando a Mateo Blanco.
Durante el año 2016 regresa a TV Azteca, en la serie Entre correr y vivir protagonizada por Vadhir Derbez.
En 2017 regresa a Televisa y participa en la telenovela Sin tu mirada, a lado de Claudia Martín.

## Filmografía

### Telenovelas
- Operación Pacífico (2020) ... Guerrero
- La Reina del Sur (2019-presente) ...  Danilo Márquez[2]
- Sin tu mirada  (2017-2018) ... Paulino Prieto Torres
- Señora Acero (2015) ... Horacio
- El Señor de los Cielos (2013-2014)... Gregorio Ponte
- Niñas mal 2 (2013).... León
- Para volver a amar (2010-2011).... Dylan
- Mar de amor (2009-2010).... Pandillero
- Los Sánchez  (2004-2005).... Issac
- Soñarás (2004).... As

### Series de televisión
- Madre de alquiler (2023) ... Keyus[3]
- Entre correr y vivir (2016) (TV Azteca)
- Hoy soy nadie (2012) (Televisa Networks)
- Niñas mal 2 (2013) (MTV Latinoameica)
- Como dice el dicho (2011) (Televisa)
- La rosa de Guadalupe (2008-2011) (Televisa)
- Mujeres asesinas (2009) (Televisa)
- Decisiones (2006) (Telemundo)
- La vida es una canción (2004) (TV Azteca)
- Lo que callamos las mujeres (2004) (TV Azteca)
- Estrellas de novela (2003) (TV Azteca)[4]